# 데이브 쿨리어
데이브 쿨리에이(Dave Coulier, 영어 발음: /kuːljeɪ/, 1959년 9월 21일 ~ )는 미국의 희극인이자 배우이다.

## 출연 작품
- 풀러 하우스 시즌1 (2016)
- 클린 가이즈 오브 코미디 (2013)
- 슈레더맨 (2007)
- 더 패밀리 홀리데이 (2007)
- 펭귄들의 익살극 (2007)
- 로봇 치킨 - 시리즈 (2005)
- 이븐 스티븐슨 무비 (2003)
- 더 써틴스 이어 (1999, The Thirteenth Year)
- 풀 하우스 (1987)